# Le Perrey
Le Perrey – gmina we Francji, w regionie Normandia, w departamencie Eure. W 2013 roku liczba ludności wynosiła 1208 mieszkańców. 
Gmina została utworzona 1 stycznia 2019 roku z połączenia trzech ówczesnych gmin: Fourmetot, Saint-Ouen-des-Champs oraz Saint-Thurien. Siedzibą gminy została miejscowość Fourmetot. 